# 查尔斯·斯科特·谢灵顿
查尔斯·斯科特·谢灵顿爵士，功绩勋章和大英帝国勋章获得者、皇家学会会长（英語：Sir Charles Scott Sherrington；1857年11月27日—1952年3月4日），英国神经生理学家、组织学家、细菌学家和病理学家。在生理学和神经系统科学方面有很多贡献。他和埃德加·阿德里安一起由于“关于神经功能方面的发现”而获得1932年诺贝尔生理学或医学奖。

## 传记

### 早年和教育
查尔斯·斯科特·谢灵顿，1857年11月27日生于英国伦敦伊斯灵顿，虽然官方传记中记叙他是乡村医生詹姆斯·诺顿·谢灵顿与妻子安妮·布鲁克斯·图特尔(Anne Brookes Thurtell)所生，但事实上几乎可以肯定，查尔斯及他的几位弟兄，威廉和乔治，都是其母与伊普斯威奇著名外科医生凯勒·罗斯(Caleb Rose)的私生子。凯勒的父亲，凯勒·伯勒尔·罗斯(Caleb Burrell Rose)，是诺福克郡斯沃弗姆(Swaffham)的一位乡村医生，也是著名的业余地质学家，曾发表了诺福克首次地质研究。安妮·图特尔的前夫：詹姆斯·诺顿·谢灵顿，其实是大雅茅斯(Great Yarmouth)一位金属器具兼绘画颜料商，而非医生，大约在查尔斯出生九年前的1848年在雅茅斯去世。谢灵顿三兄弟出生后好像没有做过正式登记。他们全都于1863年7月17日一道在“克勒肯威尔”(Clerkenwell)的圣詹姆斯教区教堂受的洗礼，但没有提供父亲的名字，其母亲登记的地址是伊斯灵顿特伦斯学院区14号(14 College Terrace)。据1861年人口普查资料反映：该住所的屋主为安妮·谢灵顿(遗孀)、查尔斯·斯科特(四年级寄宿生，生于印度)、威廉·斯坦顿(二年级寄宿生，生于利物浦)和访客凯勒·罗斯(已婚、外科医生)及他11岁的儿子，也记录为寄宿生的爱德华·罗斯。19世纪60年代，他们全家搬到了伊普斯维奇的安格勒斯亚路，并出现在1871年的人口普查中，据说是因为伦敦的气候加剧了凯勒·罗斯的哮喘，但直到1880年10月凯勒的第一任妻子伊莎贝拉在苏格兰爱丁堡去世，他们俩实际上都没有结婚。
值得一提的是，凯勒·罗斯既是一位古典学者，又是一位考古学家。在他位于伊普斯威的艾吉希尔屋(Edgehill House)中，人们可以找到精心挑选的绘画、书籍和地质标本。罗斯对诺维奇中学(Norwich School)英国艺术家的兴趣，激发了谢灵顿对艺术的热爱。知识分子也经常拜访他们的家庭，正是在这种环境下，培育起谢灵顿神奇的学术感，甚至在入学前，年幼的谢灵顿就已读过生理学家约翰内斯·彼得·缪勒的《生理学基础》，该书是凯勒·罗斯送给他的。
谢灵顿于1871年进入伊普斯威奇，英国著名诗人“托马斯·阿什”(Thomas Ashe)曾在学校工作。他启发了谢灵顿艺术灵感。
罗斯曾建议谢灵顿学医。谢灵顿先是在国皇家外科学院学习，他本想到剑桥大学学习，但银行的倒闭损害了他们家的经济状况。为了二个弟弟能继续学习，1876年9月谢灵顿选择了注册为圣托马斯医院的“永久学生”。在圣托马斯医院学习期间，由于该院与剑桥大学冈维尔与凯斯学院有研究交流。谢灵顿得以到剑桥学习生理学。在那里，他在“英国生理学之父”迈克尔·福斯特爵士(Sir Michael Foster)的指导下进行学习。
谢灵顿曾为初中文法学校、伊普斯维奇城足球俱乐部和圣托马斯医院橄榄球队踢过球，是牛津大学赛艇队队员。1875年6月期间，谢灵顿通过皇家学院普通教育初级考试。该初级考试是获得奖学金所必需的，同时还免除了他一个类似会员的资质考试。在1878年4月，通过了皇家外科学院会员和后12个月奖学金资格的主考。
1879年10月，谢灵顿作为一名非本院学生进入剑桥大学，但第二年他就作为优秀学生进入剑桥大学冈维尔与凯斯学院。在1881年6月，他参加了自然科学第一部分荣誉学位考试，并荣获生理学第一名；共有9名候选人(8男1女)，其中五个获得一等品；在1883年6月第二部分荣誉学位的考试中，同威廉·贝特森一道，也获得了第一。1881年11月他接到导师之一“沃尔特·霍尔布鲁克·加斯克尔”的通知，他在今年的植物学、人体解剖学和生理学上获得了最高分、动物学获得第二，整体得分最高。“约翰·牛波特·朗勒”(John Newport Langley)教授，谢灵顿的另一位导师，他俩都对如何展示解剖结构的生理功能感兴趣。
1884年8月4日谢灵顿获得了皇家外科学院的成员资格，1885年，他获得了带分级标志的一等自然科学荣誉学位。同年，谢灵顿获得剑桥大学内外全科医学士头衔。 1886年，谢灵顿得到了伦敦皇家内科医学院院士称号。

#### 第七届国际医学大会

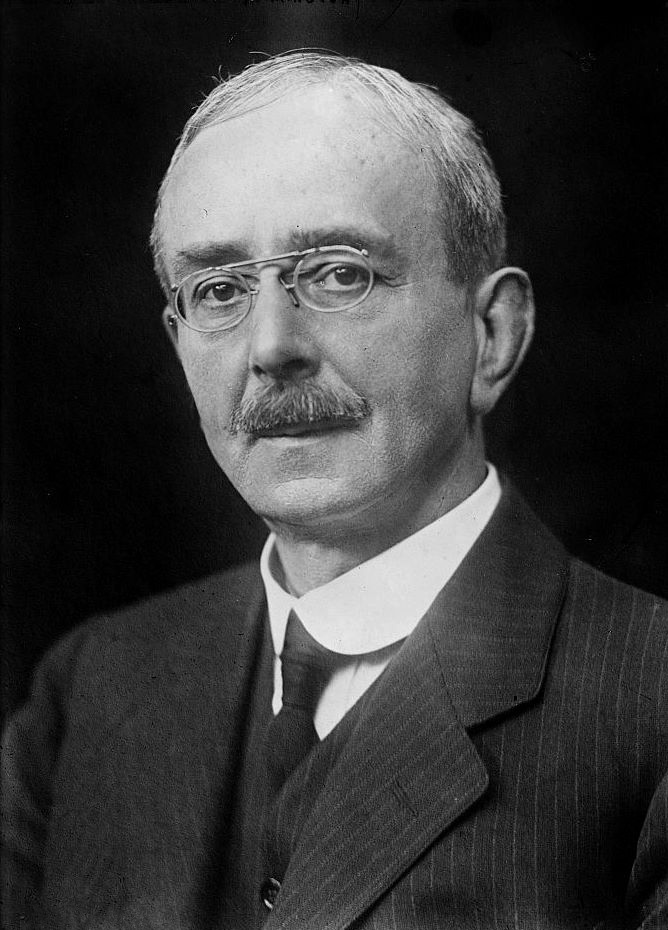
查尔斯·斯科特·谢灵顿

1881年该会议在伦敦举行。正是这次会议，开始了谢灵顿神经学方面的研究工作。该会产生了一个学术争论：来自斯特拉斯堡的弗里德里希·戈尔茨(Friedrich Goltz)认为大脑皮层不存在局部功能，戈尔茨是在观察了被部分切除大脑的狗后得出这一结论的。而大卫·费里尔，则不同意这一观点，他坚持认为大脑中不同部位都存在着特定的区域性功能，费里尔的最有力的证据是偏瘫的猴子，在大脑受损后，仅身体的一侧发生了瘫痪。
对此，朗勒在内的委员会做了调查，分别将狗和猴子麻醉杀死，将狗的右半脑送到剑桥大学检查。谢灵顿作为朗勒的晚辈同事，对该脑半球进行了组织检查。1884年，朗勒和谢灵顿发表了他们的研究结果论文。这是谢灵顿首次发表论文。

#### 旅行
在1884年至1885年冬季，谢灵顿离开英国到达斯特拉斯堡。在那里，他曾与戈尔茨一起工作。戈尔茨，同许多其他人一样，对谢灵顿起过积极的影响。后来谢灵顿曾评价戈尔茨道：“他教导我们做任何事情都要力求完美无缺”。
1885年西班牙爆发了一场霍乱疫，一位西班牙医生声称已生产出了抗击疫情的疫苗。在剑桥大学的主持下，伦敦皇家学会和医学研究协会派出了由查尔斯·斯玛特·罗伊(Charles Smart Roy)、格雷厄姆·布朗(J. Graham Brown)和谢灵顿组成的三人专家组，前往西班牙考察。罗伊是谢灵顿的朋友，剑桥大学新任病理学教授。当他们三人来到托莱多后，谢灵顿对西班牙医生的说法产生了怀疑。回国后，三人向英国皇家学会提交了一份报告，该报告彻底否定了西班牙医生的说法。
应当提及的是，这趟旅行中谢灵顿没有遇见圣地亚哥·拉蒙-卡哈尔，当谢灵顿他们三人在托莱多逗留期间，卡哈尔则是在数百英里外的萨拉戈萨。
当年晚些时候，谢灵顿前往柏林去查看鲁道夫·菲尔绍在西班牙购买的霍乱标本。后来，菲尔绍送谢灵顿到罗伯特·科赫处进行了为期六周的技术培训，结果谢灵顿在科赫处做了一年的细菌学研究。在二位的指导下，使他在生理学、形态学、组织学和病理学方面打下了良好的基础。在此期间，他可能还研究了韦氏(Heinrich Wilhelm Gottfried von Waldeyer-Hartz)和内森·岑茨(Nathan Zuntz)的医学理论。
1886年，谢灵顿去意大利再次调查霍乱疫情。在意大利期间，谢灵顿花了很多时间参观艺术画廊。正是在这个国家，让谢灵顿对古籍善本喜爱成瘾。

### 职业

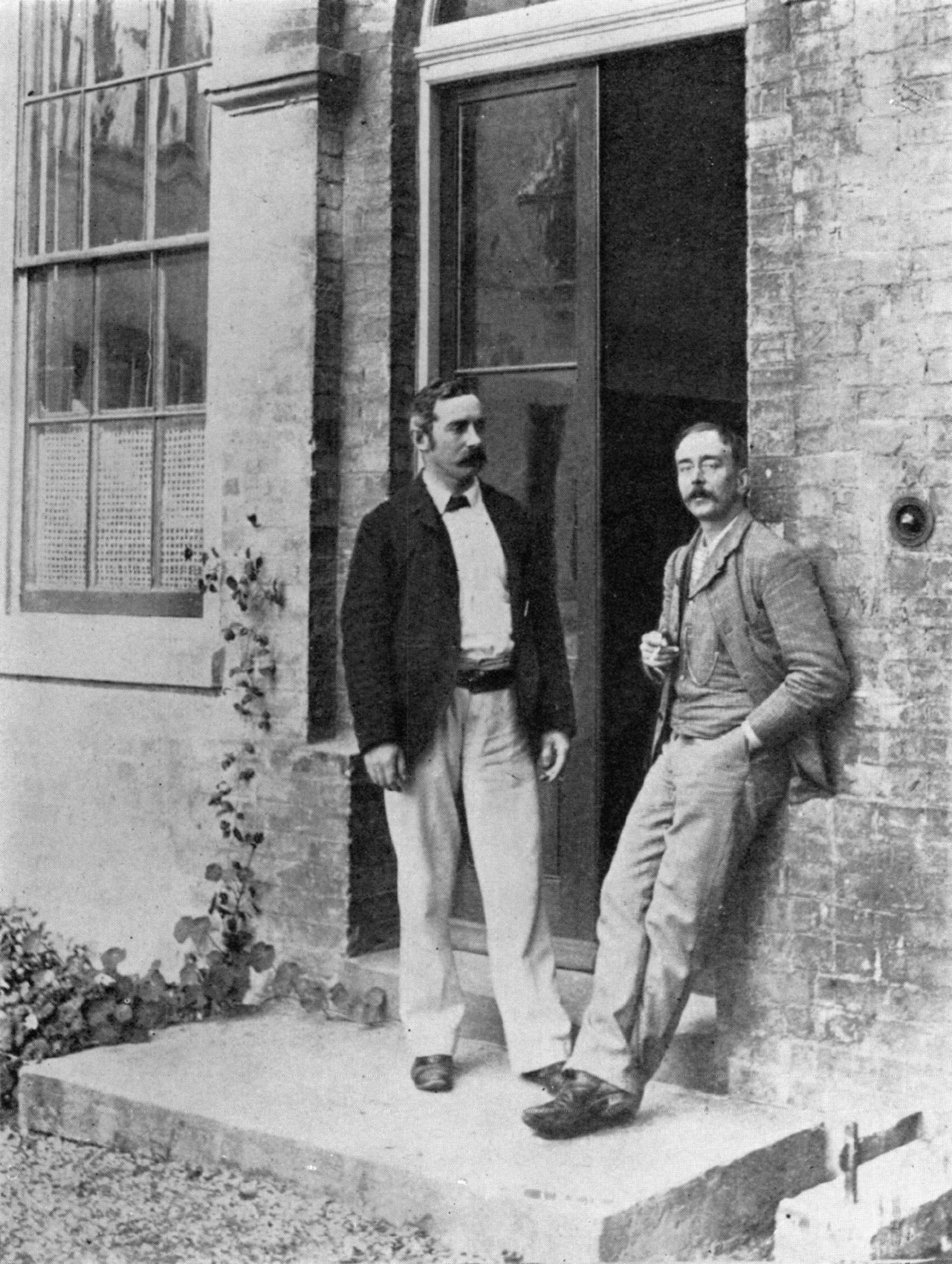
1893年查尔斯·斯玛特·罗伊和查尔斯·斯科特·谢灵顿(右)，在剑桥大学老病理实验室的门口中。

1891年，谢灵顿被任命为伦敦大学所辖专门从事人类和动物生理/病理研究的布朗学院负责人，作为“维克多·亚历山大·海登·霍斯利爵士”(Sir Victor Alexander Haden Horsley)的继任者。在那里，他研究了脊髓背角和前根的叶段分布、绘制了感觉皮节图。在1892年发现了肌梭引发的牵张反射。该研究所允许谢灵顿研究很多小型及大型动物，同时，布朗学院也拥有足够的空间来对大型灵长类动物，如猩猩进行研究。

#### 利物浦
谢灵顿的首个全教授工作是来自1895年，继“弗朗西斯.高奇”(Francis Gotch)之后，被利物浦大学任命为生理学霍尔特教授(Holt Professor)，从而结束了他在病理学方面的研究。在研究被切除了半脑的猫、狗、猴及猩猩时，他发现反射必须考虑整个有机体的综合活动，不只是所谓的反射弧的活动结果，这一概念后来被普遍接受。在那里，他继续研究神经反射和交互支配。他的有关该课题的论文被综合到1897年的克鲁年讲座(Croonian Lecture)中。
谢灵顿显示了肌肉兴奋与起抑制作用的拮抗肌肉组成反比。说到兴奋抑制的关系，谢灵顿说：“因为停止活动的行动与执行活动的行动一样真实活跃”。在利物浦期间，他继续进行神经交互支配的研究。到1913年，谢灵顿提出了“兴奋和抑制的处理可被看作是对立的两极[...]，一极能够中和另一极”。谢灵顿对交互支配研究的突出贡献是掌握了脊髓的知识。

#### 牛津大学
早在1895年，谢灵顿就想在牛津大学谋得一个职位。直到1913年等待终于有了结果，牛津大学一致同意聘请谢灵顿为该校生理系韦恩弗利特主席(Waynflete Chair)。在牛津，谢灵顿培养出了许多出色的学生，包括“怀尔德·彭菲尔德”(Wilder Penfield)，曾指导他研究大脑，有数位学生是罗得斯学者、还有三人后来获得了诺贝尔奖，他们是约翰·卡鲁·埃克尔斯、拉格纳·格拉尼特和霍华德·弗洛里。美国脑外科先驱哈维·威廉姆斯·库欣(Harvey Williams Cushing)医生也受到了他的影响。
从谢灵顿回答牛津大学真正作用的问题，可看出他作为一名教师的理念，谢灵顿说：

“数百年来，我们认为，在牛津我们已经学会了如何教授已有的知识。但现在，随着科研活动的不断高涨，我们不能单纯地教授已有的知识，我们必须学会去传授一种对未知世界不懈探索的精神，这可能也需要数百年的时间，但我们无法，也不希望逃脱这一新的挑战”。

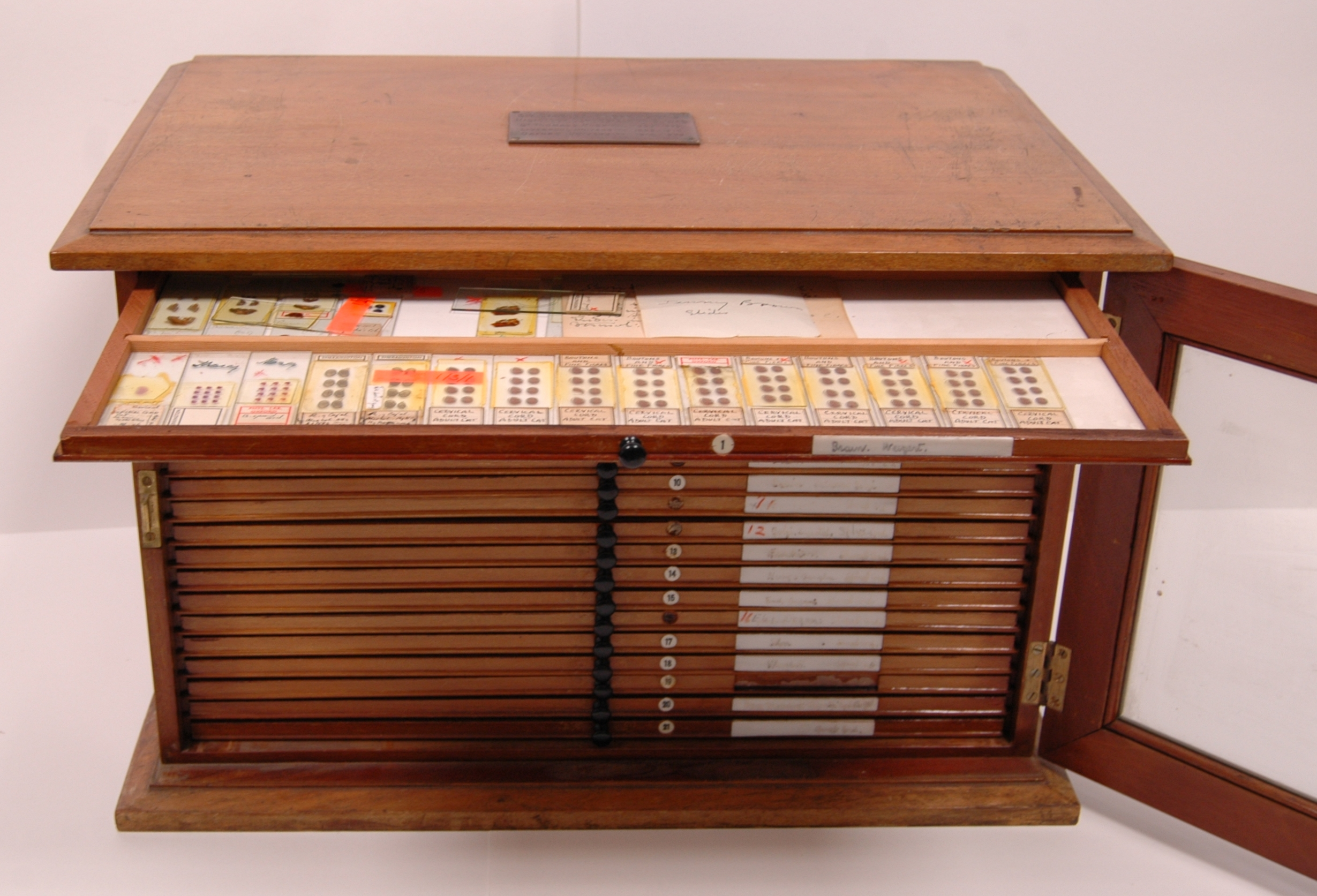
装有显微载玻片箱子上的标牌：“查尔斯·谢灵顿爵士的组织学演示幻灯片：圣托马斯医院：1886年至1895年；利物浦大学：1895年至1915年；牛津大学：1914年至1935年”。

在牛津期间，谢灵顿在一个专门制作的标有“查尔斯·谢灵顿组织学演示幻灯片”的箱子中，保留有数百张显微载玻片及组织学演示幻灯片。箱子中收藏的幻灯片可能与一些初期的研究发现有关，如大脑皮层定位；这些幻灯片部分来自同时代的学者，如安吉洛·鲁菲尼和古斯塔夫·弗里奇(Gustav Fritsch)；部分来自牛津大学的同事，如首位生理学韦恩弗利特主席“约翰·波顿·桑德森”(John Burdon-Sanderson)和德里克·丹尼·布朗(Derek Denny-Brown)，谢灵顿在1924年至1928年的牛津同事。
谢灵顿在牛津大学的工作曾因一战而中断，战争开始时，他的班上仅剩9名学生。战争期间，他在一家炮弹工厂做工以支持战争。日常研究非常辛劳，特别是在工厂。他平日工作时间为早晨7点半至晚上8点半；周末则为早晨7点半至晚上6点。
1916年3月，谢灵顿曾为争取女性在牛津大学医学院的录取权而进行过抗争。

### 退休
1936年查尔斯·谢灵顿从牛津大学退休，后搬到了他童年的故乡-伊普斯威奇。在那里，他建造了一所房屋，并一直与他的学生及世界各地的其他人保持着大量的联系。他还继续研究感兴趣的诗歌、历史和哲学。从1944年到去世，一直担任着伊普斯维奇博物馆主席。此前，也曾是该委员会的成员。
谢灵顿在94岁时死于突发性心脏衰竭，死前心智非常清晰。他身体健康，但老年时的类风湿关节炎是他的一大负担。说起他的病情，谢灵顿曾说，“年老是不愉快的，人无法自己照料自己”。在他去世的前一年，即1951年，因关节炎，谢灵顿被送进了养老院。

### 家庭
谢灵顿与埃塞尔·玛丽·赖特(Ethel Mary Wright)在1891年8月27日结婚。赖特是英格兰萨福克普雷斯顿庄园约翰·伊利·赖特的女儿。谢灵顿和赖特生有一个儿子，取名卡尔·E. R. 谢灵顿，1897年出生。赖特既忠诚、又活泼，是一位善良的女主人。在牛津的时候，夫妻俩经常会在周末召集一大群朋友和熟人，在家中一起度过一个愉快的下午。

## 荣誉和奖项
- 1899年伦敦皇家内科医学院巴利金质奖章(Baly Gold Medal)；
- 1905年伦敦皇家自然知识促进学会皇家奖章；
- 1922年大英帝国最优秀勋章的爵级大十字勋章(Knight Grand Cross)；
- 1922年1922–1923年英国科学协会会长；
- 1924年功绩勋章；
- 1932年诺贝尔生理学或医学奖。

在他去世时，谢灵顿获得牛津、巴黎、曼彻斯特、斯特拉斯堡、鲁汶、乌普萨拉、里昂、布达佩斯、雅典、伦敦、多伦多、哈佛、都柏林、爱丁堡、蒙特利尔、利物浦、布鲁塞尔、谢菲尔德、伯尔尼、伯明翰、格拉斯哥和威尔士等22所大学的荣誉博士称号。